# Rafael Coello y Oliván
Rafael Coello de Portugal y Oliván  (Madrid, 24 de octubre de 1868-Madrid, 14 de abril de 1953) fue un militar y político español.  

## Biografía
Nieto de Diego Coello de Portugal y Quesada e hijo del conde de Coello de Portugal; ingresa en el ejército como cadete en 1886 tomando parte en la primera campaña de Melilla en 1892, en la de Cuba de 1898 y en la del Rif de 1909, como jefe de Estado Mayor. Sucede más tarde a su padre en el título nobiliario familiar . Era coronel de Estado Mayor en 1921, al ser nombrado  ministro de la Gobernación con Maura, cargo que desempeña por un corto periodo de tiempo.